# ライカLマウント

ライカLマウントは、ライカ が自社のミラーレスカメラ のために開発したユニバーサル・マウントの規格である。
Lマウントシステムのうち、TLはAPS-Cサイズのセンサーに対応したシステムであり、SLは35mmフルサイズセンサーに対応したシステムの呼称である。
日本での通称が「Lマウント」であるライカスクリューマウント（またはL39マウント）に関してはライカマウントレンズの一覧を参照のこと。

## 概要
L-Mountはライカの登録商標である（国際登録番号1411940）。
2014年4月、同マウント規格を採用したAPS-Cミラーレスカメラ「ライカ T」(Typ 701)が発表された。当初はライカTマウントと呼称していた。
2015年10月、35mmフルサイズミラーレスカメラ「ライカ SL」(Typ 601)およびライカTマウントと共通の形状であるライカLマウントが発表された。
フルサイズ用のSLシステム発表に伴い、APS-C用システムの名称をTシステムからTLシステムに移行することが予告された。
2016年11月、「ライカ T」(Typ 701)の後継機である「ライカ TL」の発表に伴い、正式にライカTはライカTLに改められた。
2018年9月25日、フォトキナにて、ライカ、パナソニック、シグマの3社がLマウントアライアンスで協業することを発表した。

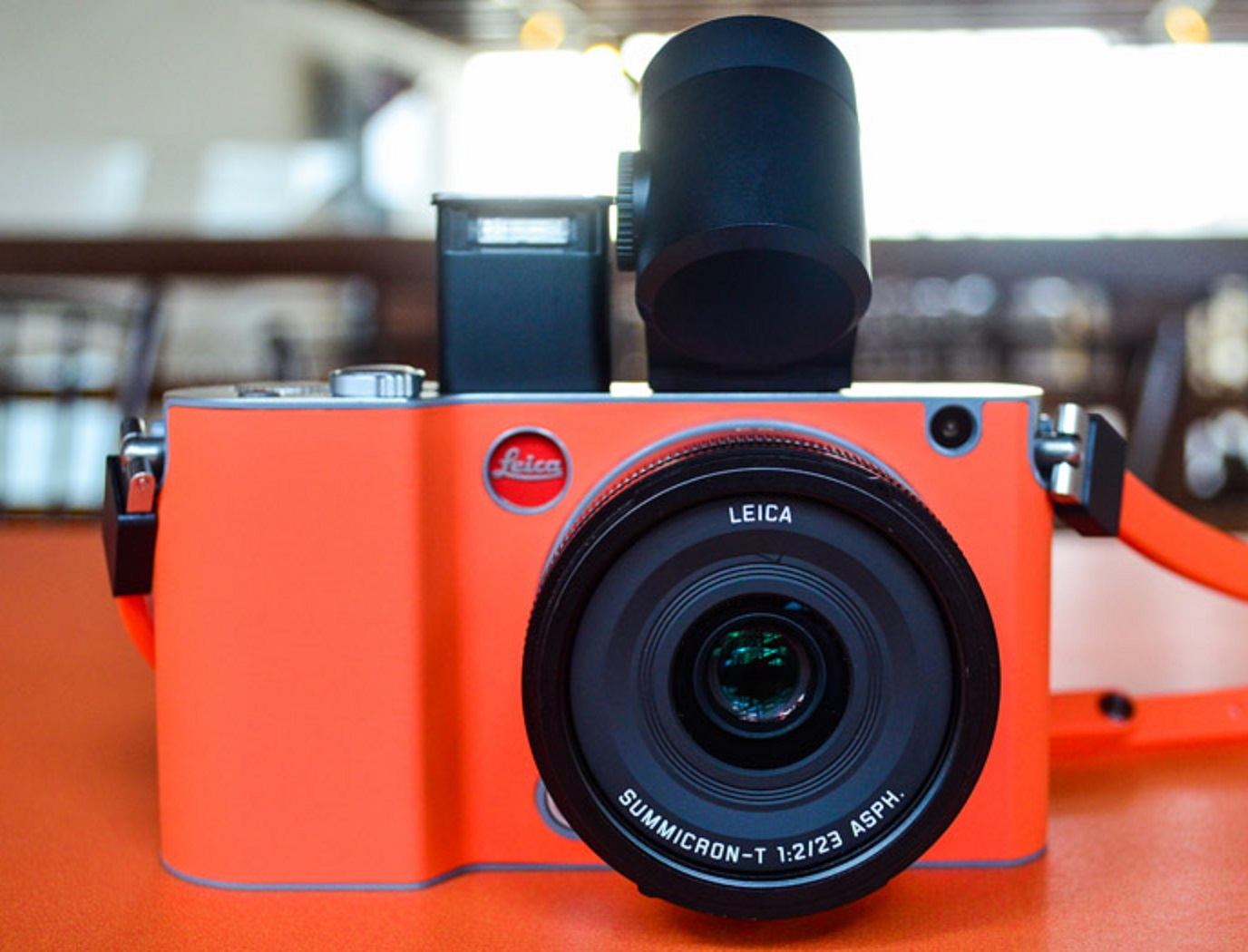
Lマウントを最初に採用したライカ T (701)

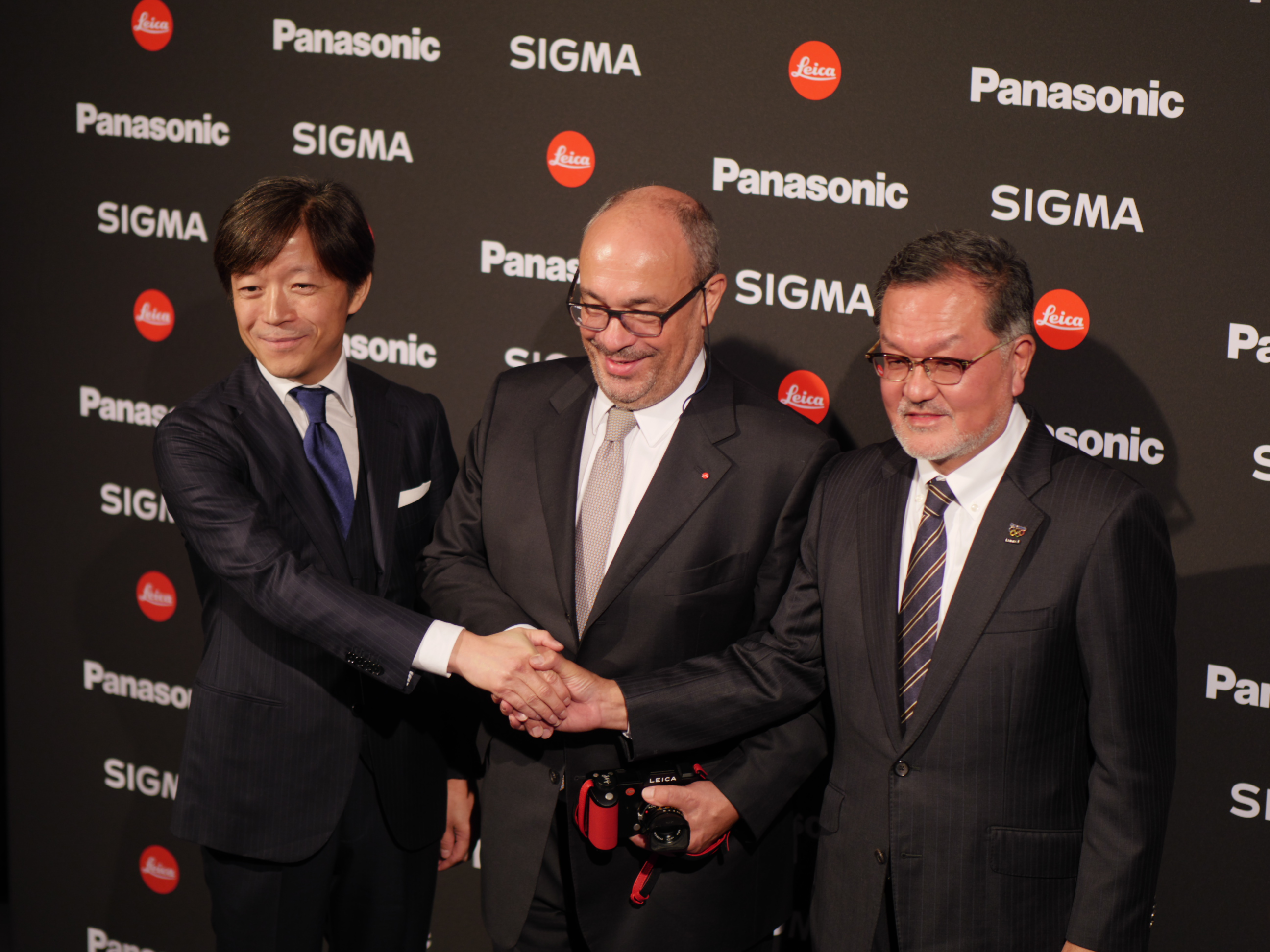
左からシグマの山木和人、ライカカメラAGのアンドレアス・カウフマン、パナソニックの北川潤一郎。2018年9月25日のPhotokinaでのアライアンス発表後

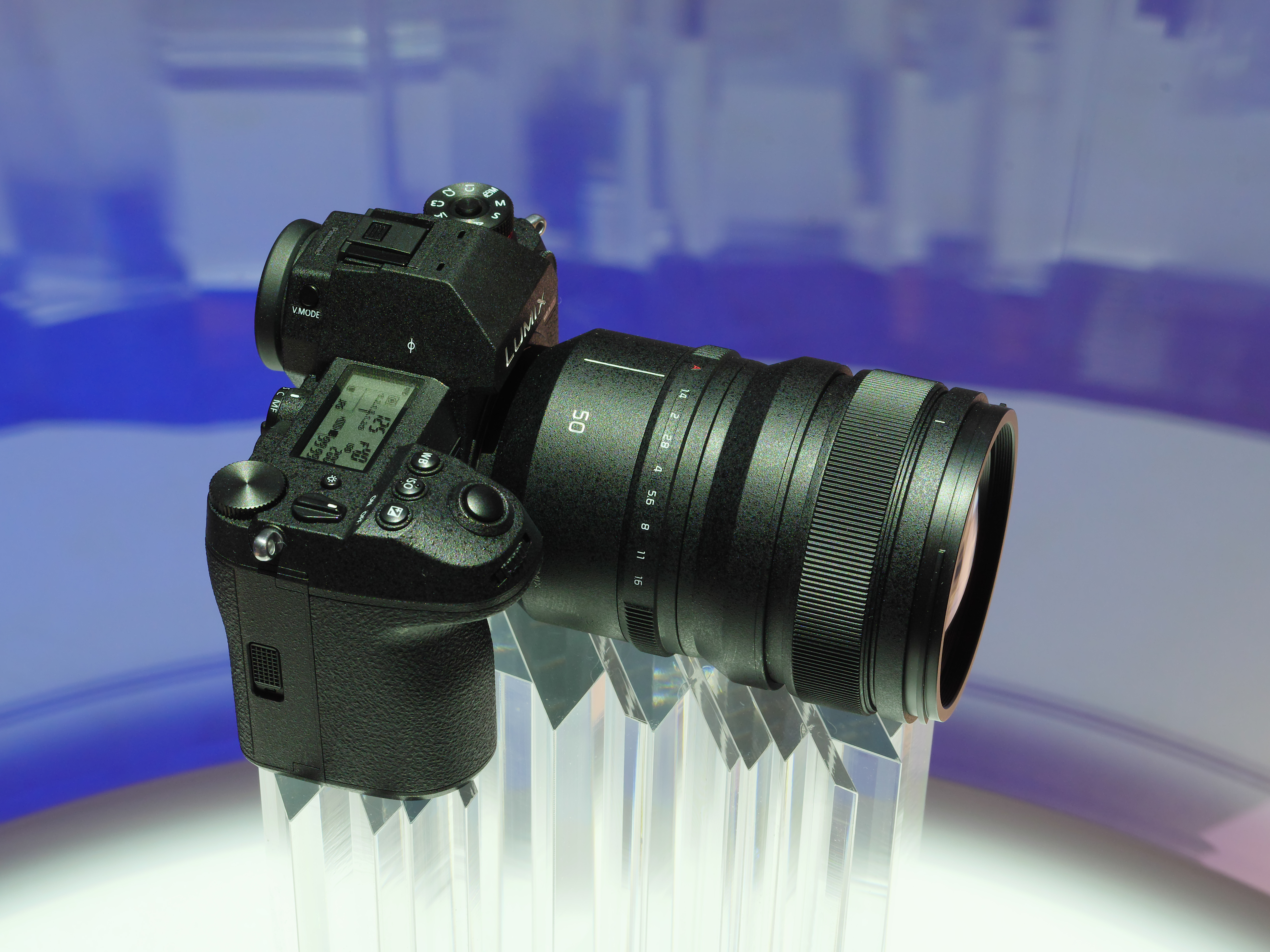
パナソニック LUMIX S1R と50 mm f/1.4レンズ(photokina 2018年9月)

2021年10月14日、Ernst Leitz Wetzlar GmbH（エルンスト・ライツ・ウェッツラー）がLマウントアライアンスに参加。
2022年6月16日、DJIがLマウントアライアンスに参加。
2023年7月14日、SAMYANG OpticsとアストロデザインがLマウントアライアンスに参加。計7社となった。

## 技術情報
Lマウントは、直径51.6mm、フランジバック20.0mm のバヨネットマウントである。
LマウントのレンズはAPS-C用のTLレンズとフルサイズ用のSLレンズの2種類が存在する。
TLレンズをSLシステムのカメラにマウントした場合、自動的にAPS-Cサイズのセンサーモードに切り替わりクロップされる。
SLレンズをTLシステムのカメラにマウントした場合、画角が狭くなるが使用は可能である。

## カメラ製品

### APS-C
- ライカ T Typ 701（2014）
- ライカ TL（2016）- ライカ T Typ 701の後継機
- ライカ TL2（2017）- ライカ TLの後継機
- ライカ CL（2017）

### フルサイズ
- ライカ SL Typ 601（2015）
- ライカ SL2（2019）
- パナソニック LUMIX DC-S1（2019）
- パナソニック LUMIX DC-S1R（2019）
- パナソニック LUMIX DC-S1H（2019）
- パナソニック LUMIX DC-BS1H（2020）
- パナソニック LUMIX DC-S5（2020）
- シグマ fp（2019）
- シグマ fp L（2021）
- パナソニック LUMIX DC-S5M2（2023）
- パナソニック LUMIX DC-S5M2X（2023）
- パナソニック LUMIX DC-S9（2024）

## レンズアダプタ
- ライカ R-Adapter L（ライカ Rマウント ）
- ライカ S-Adapter L（ライカ Sマウント ）- AF/AE可能
- ライカ M-Adapter L（ライカ Mマウント ）- 6ビット識別コードを読み取るセンサーを装備しているため、対応レンズの識別が可能となる。
- ライカ PL-Adapter L（PLマウント ）
- シグマ MC-21 SA-L（シグマ SAマウント ）- AF/AE可能。取り外し可能な三脚座が付属する。
- シグマ MC-21 EF-L（キャノン EFマウント ）- AF/AE可能。取り外し可能な三脚座が付属する。
- シグマ MC-31 PL-L（PLマウント ）- 取り外し可能な三脚座が付属する。
- Novoflex SL-EOS Adapter（キヤノン EFマウント ）- AF/AE可能。純正ではないがライカのオフィシャルショップで購入可能である。
- Novoflex SL/NIK Adapter（ニコン Fマウント ）- AF/AE可能